# 周象贤
周象贤（1885年—1961年3月30日）。别名企虞。浙江定海人，民国时期政治人物。曾三度担任杭州市市长。

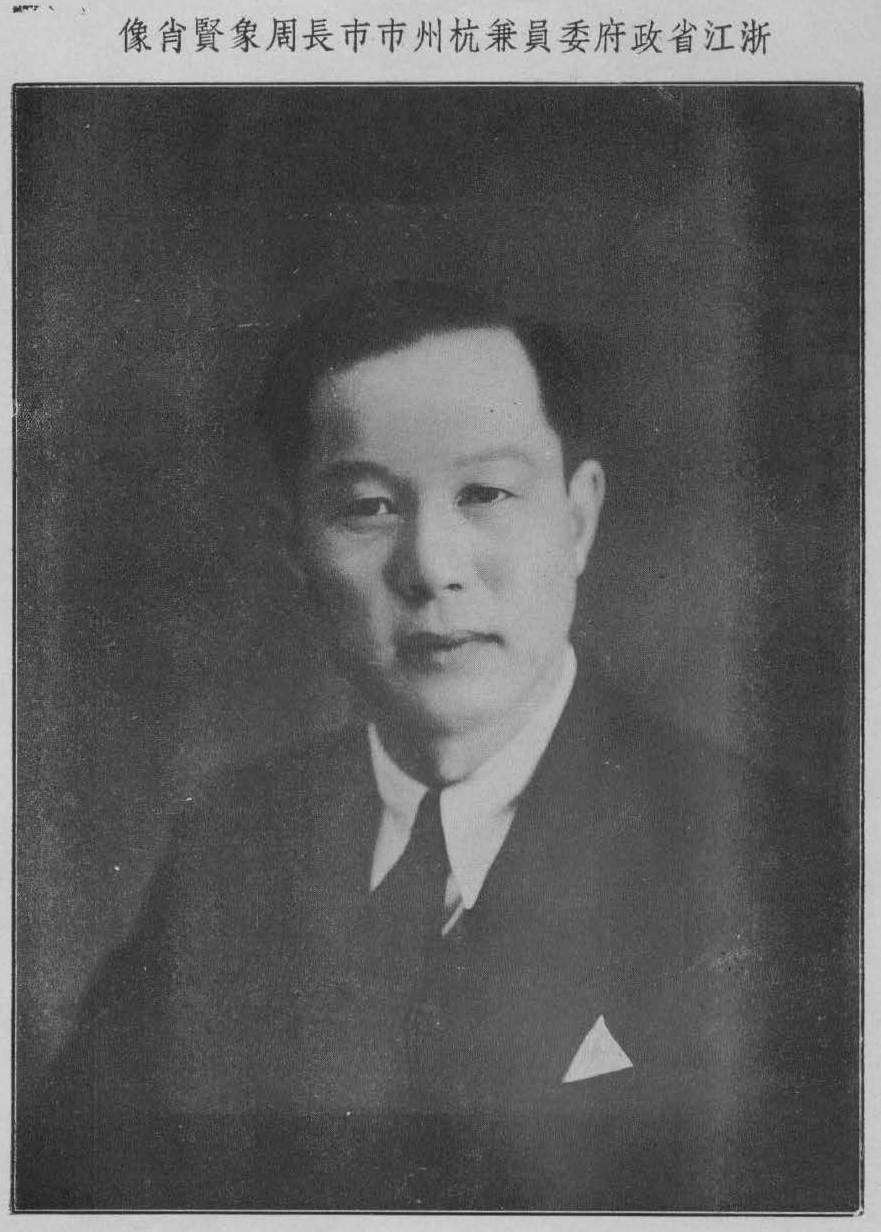

## 生平

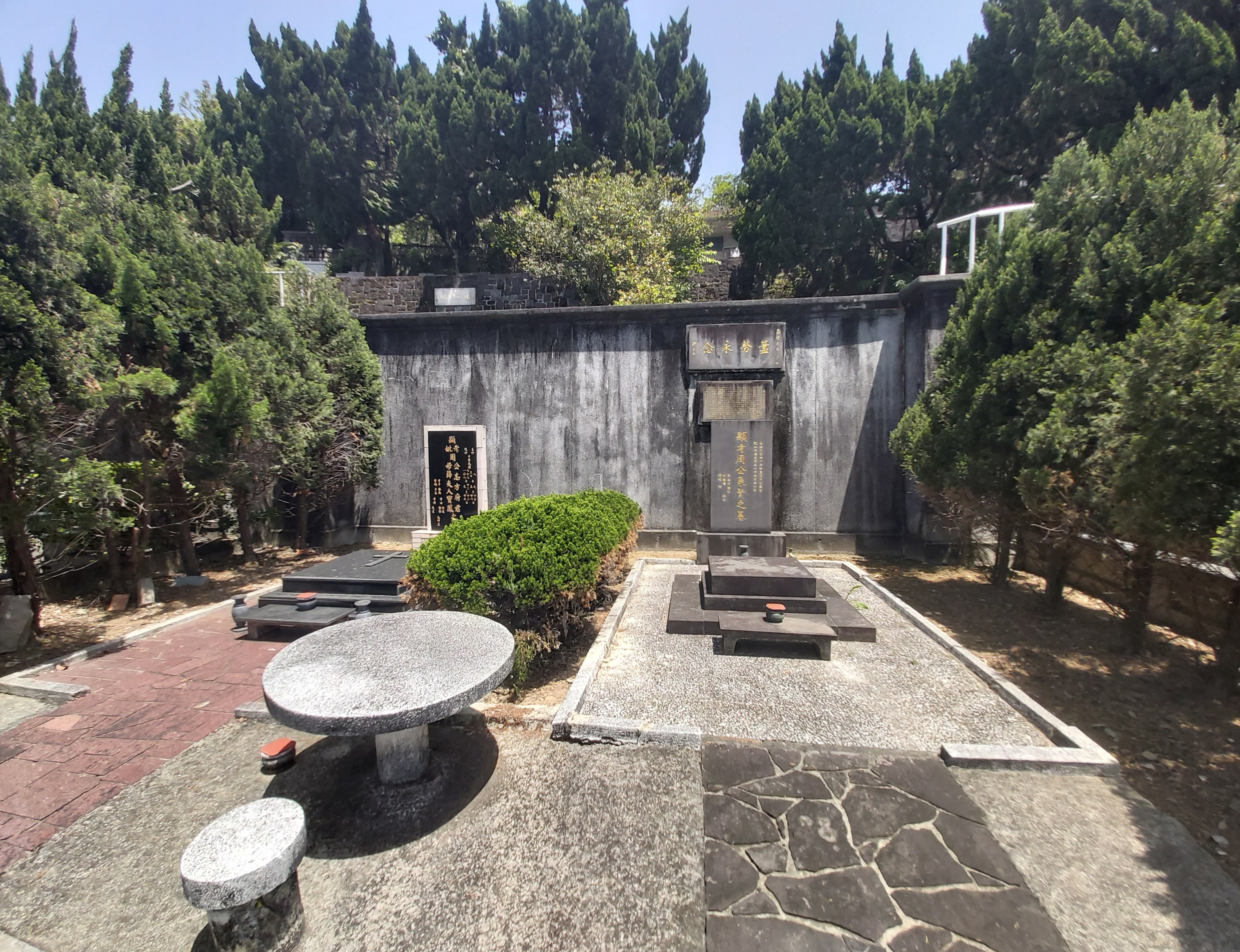
周象賢墓

生于时浙江省宁波府定海县，今舟山市定海区。幼年即随父母家人移居上海。早年肆业于上海南洋公学（今上海交通大学前身）。1910年，考取美国庚子赔款留学美国，与宋子文、胡适、赵元任等70名中国留学生乘邮轮赴美国留学。先后就读于美东麻省理工学院和美西加州大学伯克利分校。
加州大学伯克利分校毕业后，回国，一度跟随宋子文，任职于汉冶萍公司。不久后入北京大学任教。1927年，出任庐山管理局长。此后在国民政府水利部门任职，先后担任治淮委员会主任，扬子江水利委员会主任，浙江省水利局长等职务。
曾三度出任杭州市市长。到任时间分别为：民国17年（1928年）11月任；民国23年（1934年）2月再任；民国34年（1945年）9月三任。任期内主要业绩有：
- 前两任内，改善杭州市内交通，将杭州市内主要交通干道改筑为现代化的柏油马路。
- 起用新专利，改用专利20年办法，由私有公司（如永华汽车公司）承包建筑杭州市内公共工程，开拓了新的经营方式
- 首次铺筑由西湖湖滨至灵隐寺的柏油马路，首次实现两个著名景點间的汽车交通，并开设公共巴士往返这两个著名景点。
- 再次修浚西湖。
- 修筑由岳坟（今杭州岳王庙）至灵隐寺的林荫道。
- 改善杭州市的公共卫生状况，扩建杭州市民医院，增设传染病院。
- 提升杭州市的教育，创办了杭州市立中学等学校。
- 改善杭州市公共饮水。1934年，兼任杭州自来水厂厂长。
- 第三任杭州市长期间，向国民中央政府提交了杭州市参议会案，呈请将杭州改立为直辖市。国民政府行政院批复允许“逐步扩充”。

## 香港台湾时期
1949年3月，国共内战末期，携带家人旅居香港，弃政从商，从事烟草贸易，担任南洋兄弟烟草公司董事。后移居台湾台北，曾出任舟山旅台同乡会名誉会长。曾出任第三任台北阳明山管理局局长。后再次移居香港，并于1961年3月30日上午病逝于香港，享年76岁。